# Padre Hurtado
Koordinaten: 33° 34′ S, 70° 49′ W

Lage von Padre Hurtado in der Hauptstadtregion Santiago de Chile

Padre Hurtado (Santiago de Chile) ist eine Kommune in der Provinz Talagante im Südwesten der chilenischen Hauptstadtregion Santiago. Padre Hurtado wurde nach dem Heiligen Luis Alberto Hurtado Cruchaga benannt.
Statistische Angaben des Jahres 2006 nennen 45.529 Einwohner auf einer Gesamtfläche von 80,8 km². Das durchschnittliche jährliche Haushaltseinkommen liegt bei 14.278 USD, 2006 lebten 18,7 % der Bevölkerung unterhalb der Armutsgrenze.